# Elica Atanasijević

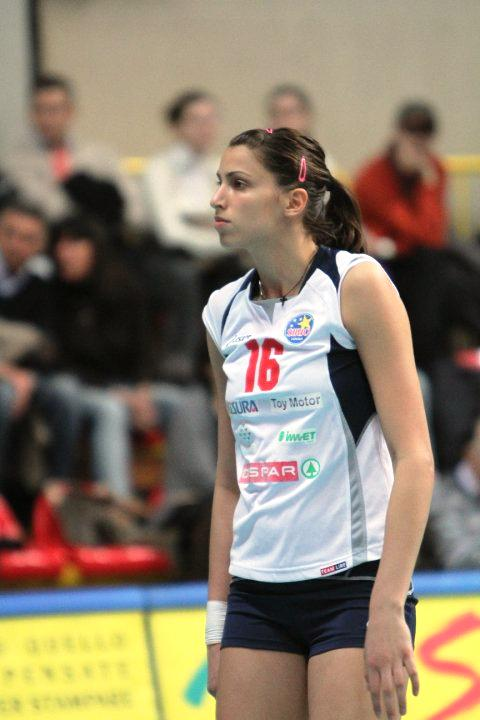
Elica Wasilewa zawodniczką Despar Sirio Perugia w sezonie 2009/2010

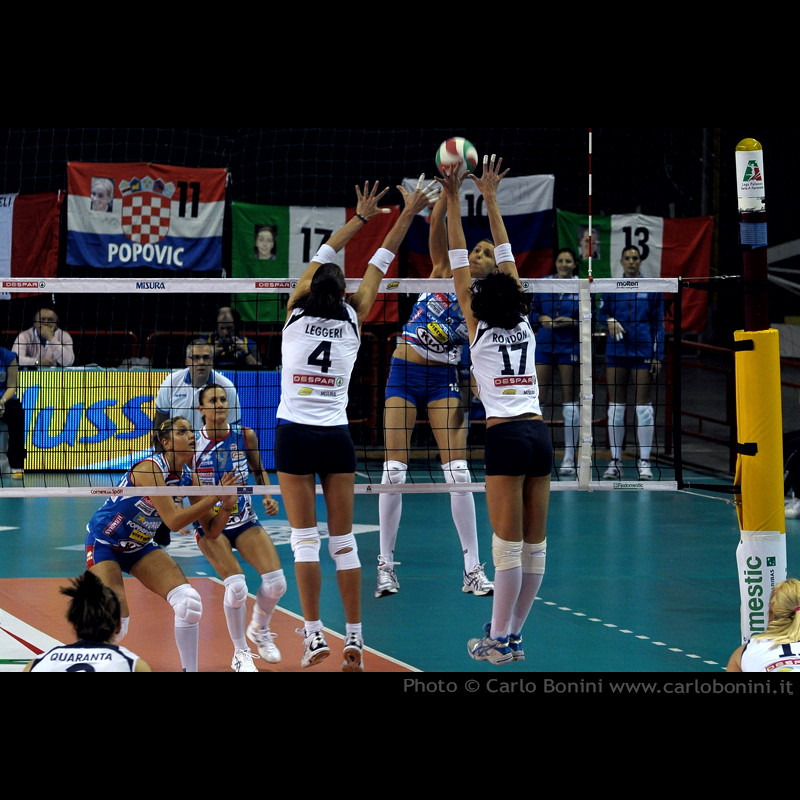
Elica Wasilewa zawodniczką Norda Foppapedretti Bergamo podczas ataku z lewego skrzydła w meczu ligowym 6. kolejki Serie A1 (2010/2011) z Despar Perugia

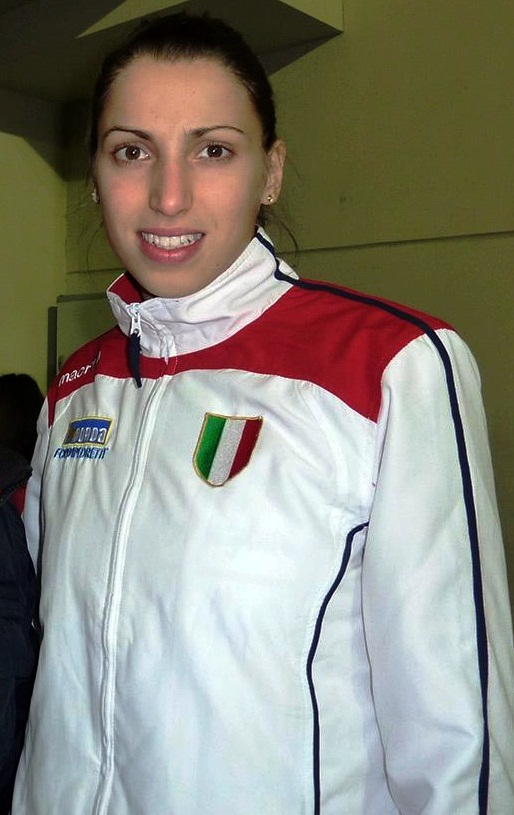
Elica Wasilewa zawodniczką Norda Foppapedretti Bergamo w sezonie 2011/2012

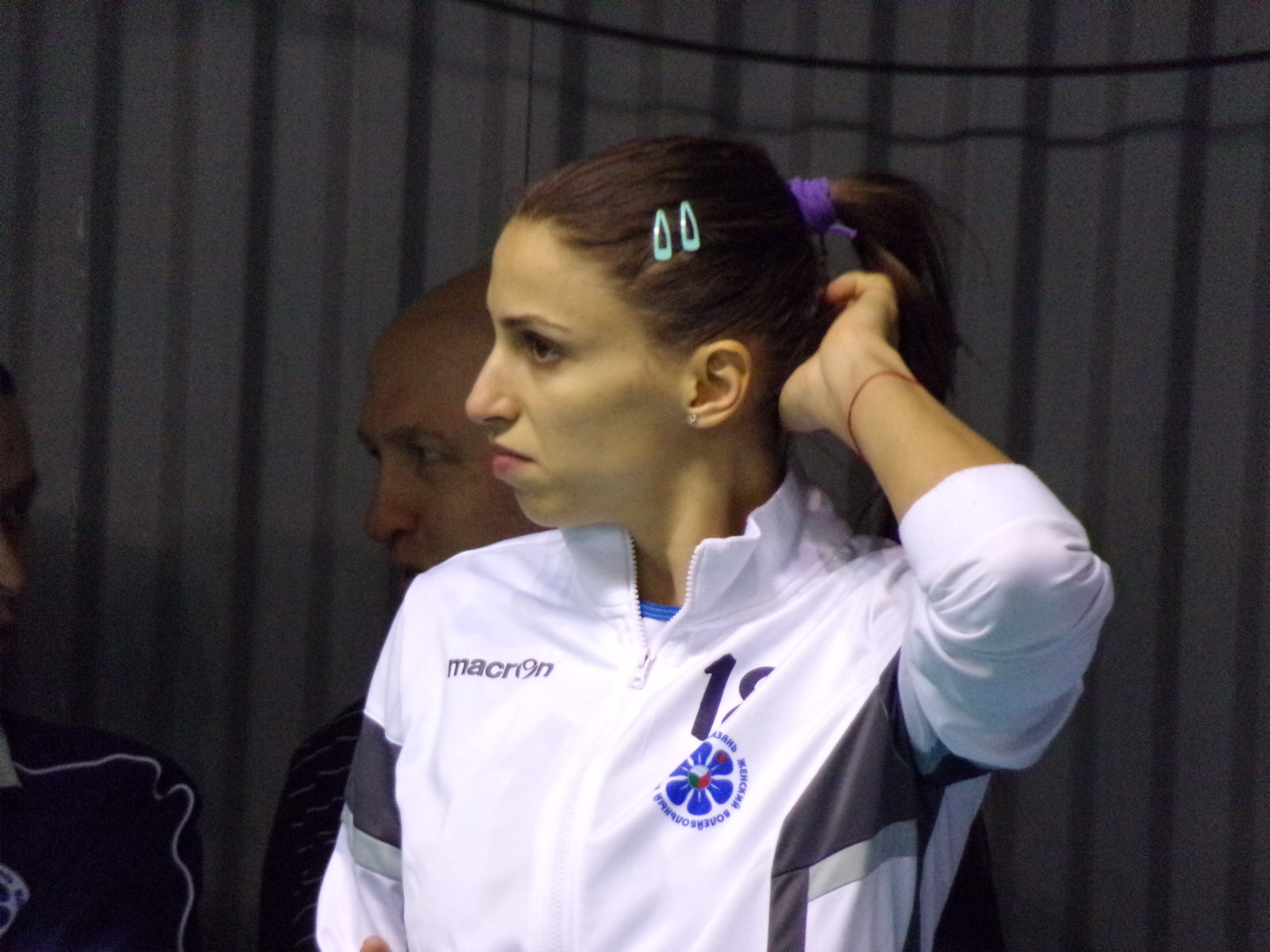
Elica Wasilewa zawodniczką Dinama Kazań w sezonie 2017/2018

Elica Atanasijević z domu Wasilewa (buł. Елица Атанасийевич, ur. 13 maja 1990 w Dupnicy) – bułgarska siatkarka, grająca na pozycji przyjmującej, reprezentantka kraju.
27 maja 2022 roku w Belgradzie wyszła za mąż za serbskiego siatkarza Aleksandara Atanasijevicia. 22 listopada 2023 roku urodziła syna o imieniu Teo.

## Przebieg kariery
| Lata      | Klub                                      |
| --------- | ----------------------------------------- |
| 2005/2006 | CSKA Sofia                                |
| 2006/2007 | CSKA Sofia                                |
| 2007/2008 | Esperia Cremona                           |
| 2008/2009 | Esperia Cremona                           |
| 2009/2010 | Despar Sirio Perugia                      |
| 2010/2011 | Norda Foppapedretti Bergamo               |
| 2011/2012 | Norda Foppapedretti Bergamo               |
| 2012/2013 | Amil Campinas                             |
| 2013/2014 | Incheon Heungkuk Life Pink Spiders        |
| 2014/2015 | VakıfBank Stambuł                         |
| 2015/2016 | Dinamo Kazań                              |
| 2016/2017 | Dinamo Kazań                              |
| 2017/2018 | Dinamo Kazań                              |
| 2018/2019 | Savino Del Bene Scandicci                 |
| 2019/2020 | Igor Gorgonzola Novara                    |
| 2020/2021 | VBC Èpiù Casalmaggiore (do 27.11.2020)    |
| 2020/2021 | Savino Del Bene Scandicci (od 07.12.2020) |
| 2021/2022 | Dinamo Moskwa                             |
| 2024/2025 | Fenerbahçe Medicana Stambuł               |

## Sukcesy klubowe
Liga bułgarska:
- 2007

Klubowe Mistrzostwa Świata:
- 2010

Liga włoska:
- 2011

Superpuchar Włoch:
- 2011

Liga brazylijska:
- 2013

Liga południowokoreańska:
- 2014

Superpuchar Turcji:
- 2014, 2024[5]

Liga Mistrzyń:
- 2015

Liga turecka:
- 2015, 2025[6]

Puchar Rosji:
- 2016, 2017

Puchar CEV:
- 2017

Liga rosyjska:
- 2017, 2018
- 2022

Superpuchar Rosji:
- 2021

Puchar Turcji:
- 2025[7]

## Sukcesy reprezentacyjne
Liga Europejska:
- 2021
- 2010, 2012
- 2011, 2013

## Nagrody indywidualne
- 2012: Najlepsza atakująca i punktująca Ligi Europejskiej[8]

## Wyróżnienia
- 2012: Najlepsza siatkarka roku w Bułgarii